# 4680 Lohrmann
4680 Lohrmann è un asteroide della fascia principale. Scoperto nel 1937, presenta un'orbita caratterizzata da un semiasse maggiore pari a 2,3099577 UA e da un'eccentricità di 0,1700131, inclinata di 4,62422° rispetto all'eclittica.
L'asteroide è dedicato all'astronomo tedesco Wilhelm Gotthelf Lohrmann.